# Д’Оне, Леони
Леони д’Оне (фр. Léonie d'Aunet; 2 июля 1820, Париж — 21 марта 1879, там же) — французская писательница, поэтесса и драматург. Вместе с мужем, художником Франсуа-Огюстом Биаром, принимала участие в экспедиции на Шпицберген в 1839 году.

## Биография и творчество
Леони д’Оне родилась в 1820 году в Париже. Сведения о более точной дате противоречивы: мать Леони, Анриетта Жозефина д’Оремьё, указывала в двух разных документах 1 января, тогда как сама Леони утверждала, что родилась 2 июля. Достоверно неизвестно также, кто был её отцом: в одном из документов Анриетта называет имя своего компаньона, Клода-Дени-Ипполита Буане, тогда как в другом приписывает отцовство своему бывшему мужу Огюсту-Франсуа Мишелю Тевено д’Оне. Сама Леони склонялась ко второй версии, и в свидетельстве о браке её фамилия записана как Тевено д’Оне. Образование она, вероятно, получила в школе при монастыре, где училась музыке, живописи, литературе и английскому языку.
В возрасте восемнадцати лет Леони поселилась у художника Франсуа-Огюста Биара, который отныне представлял её как свою жену. В гостях у них нередко бывал естествоиспытатель и путешественник Жозеф-Поль Гемар, и однажды он попросил Леони уговорить мужа отправиться с ним в экспедицию на Шпицберген (до того как фотография получила широкое распространение, в научных экспедициях всегда принимали участие художники). Леони согласилась, но только при условии, что поедет вместе с ним. В июне 1839 года Леони и Франсуа-Огюст отплыли из Гавра в Голландию, а оттуда в Швецию и Норвегию. Побывав на Шпицбергене, они прибыли в Хаммерфест, после чего пересекли Лапландию, до Хапаранды. Оттуда, через Швецию, они попали в Германию, а в начале 1840 года вернулись в Париж. Впоследствии Леони вспоминала, что члены экспедиции неодобрительно относились к присутствию «лишнего» неквалифицированного участника. Кроме того, путешествие оказалось чрезвычайно тяжёлым для неё самой, особенно пересечение Лапландии верхом на лошади (Леони отказалась вернуться в Париж одна на корабле и предпочла сопровождать мужа).

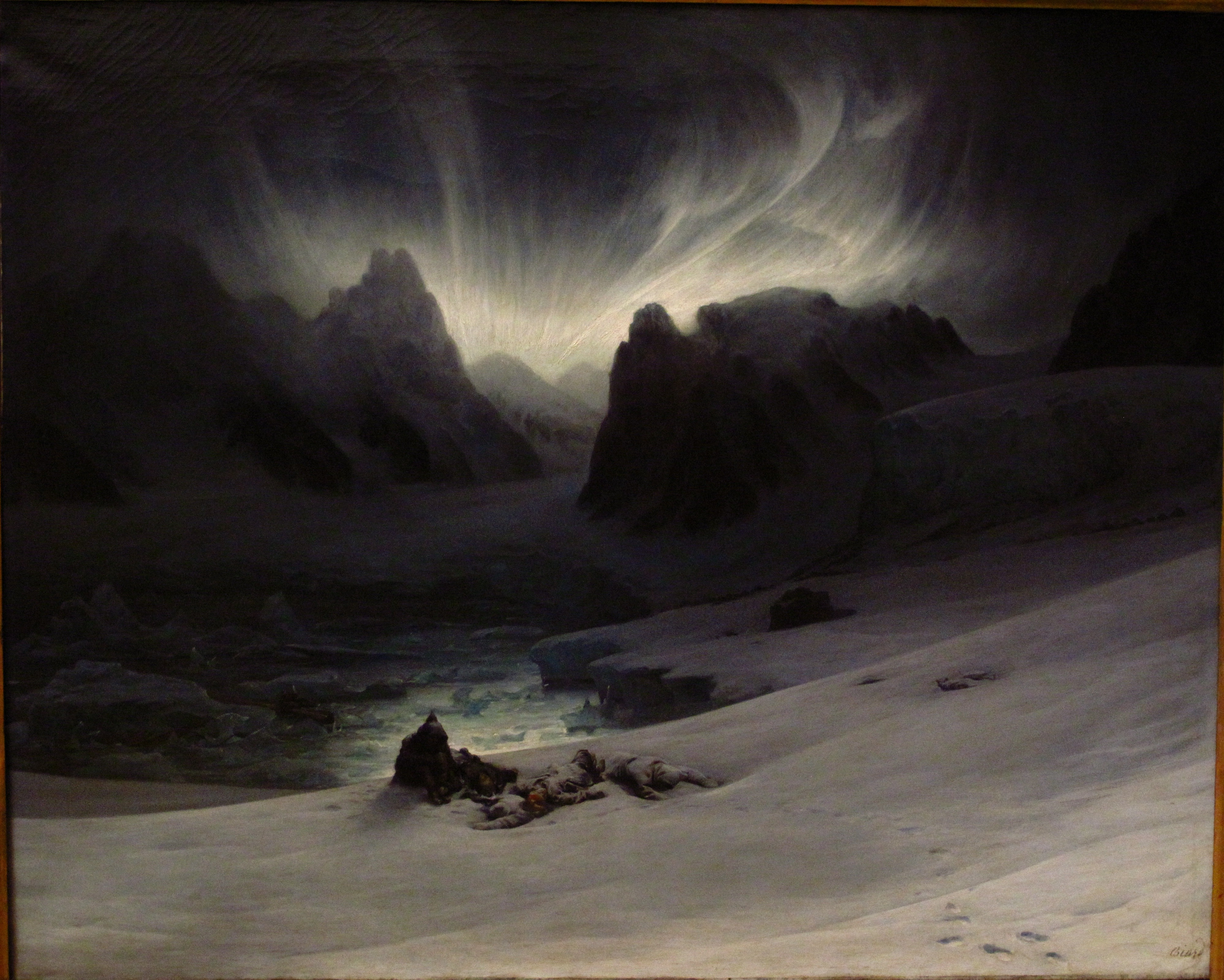
Франсуа Биар. Магдалена-фьорд на севере Шпицбергена, вид с Могильного мыса. Эффект северного сияния. 1840

Позднее, в 1854 году, Леони опубликовала книгу о своём путешествии, основанную на её письмах брату: «Путешествие женщины на Шпицберген» (Voyage d’une femme au Spitzberg). В ней она описывала, в частности, самые яркие свои впечатления: полярную ночь (её поразило незаходящее солнце) и северное сияние, которое называла «самым великолепным зрелищем, какое только можно увидеть на свете». Она также писала об увиденных городах, странах и пейзажах, об их населении и традициях, и о том, какие чувства испытывала на разных этапах своего путешествия. Книга Леони д’Оне имела огромный успех и многократно переиздавалась. В 1869 году она была издана на русском языке, в переводе П. М. Ольхина.
Вернувшись в Париж, Леони и Франсуа-Огюст заключили официальный брак, и вскоре у них родилась дочь, а затем — сын. Отныне Леони д’Оне, женщина-путешественница, постоянно находилась в центре внимания общественности и бывала во многих парижских салонах. Однажды её увидел Виктор Гюго и влюбился в неё. Между ними возник роман. Биар, ревновавший жену, нанял полицию, чтобы следить за ней, и однажды комиссар полиции застал любовников вместе. Адюльтер в то время считался тяжким преступлением, и Леони была заключена в тюрьму Сен-Лазар. Гюго, недавно избранный пэром Франции, обладал неприкосновенностью и был отпущен, но история попала в прессу. Когда Леони вышла из тюрьмы, её брак был аннулирован, но она не желала прекращать отношения с Гюго, понуждая его расстаться с другой его любовницей — Жюльеттой Друэ. Тем не менее, когда Гюго в конце концов пришлось выбирать между Жюльеттой и Леони, он предпочёл Жюльетту.
Леони пришлось начать новую жизнь: она поселилась у своей тёти и зарабатывала на жизнь тем, что писала статьи о моде для разных журналов. Кроме того, после книги о путешествии на Шпицберген Леони д’Оне опубликовала несколько романов, ряд новелл и театральную пьесу. Помощь и литературную протекцию ей оказывала Адель Гюго, жена Виктора Гюго. Сам писатель, в свою очередь, помогал Леони материально. После долгой болезни Леони д’Оне скончалась 21 марта 1879 года и была похоронена, согласно её собственной воле, в Виль-д’Авре близ Парижа.